# 長谷部さんのいる野球部
『長谷部さんのいる野球部』（はせべさんのいるやきゅうぶ）は、上野祥吾による日本の漫画作品。『ジャンプSQ.19』（集英社）2010年秋号に読み切りとして掲載された後、同社の『ジャンプスクエア』2011年8月号から2012年6月号まで連載された。話数の単位は「○試合目」。

## あらすじ
弱小野球部を擁する寿皇高校にマネージャーとして入部した長谷部羽流。実際はマネージャーとしては無く監督（英語でマネージャー）として入部し、｢私が皆を甲子園に連れて行きます!!｣と宣言した。

## 登場人物

### 寿皇高校

#### 野球部
長谷部 羽流（はせべ はる）
本作の主人公でありヒロイン。寿皇高校1年生。男子野球部の女子マネージャー（監督）であるが本来のポジションは投手である。
身長160センチメートル、体重49キログラム、左投両打。
監督としての高い分析力と驚異的身体能力を持っていて、100Mタイムは女子の日本記録（11秒21）より0.1秒遅い。練習中は鬼となり、選手にキツいトレーニングメニューを考案するなどスパルタな一面もある。
本当は自分が一番野球をやりたいが、女子は公式戦に參加できないため男子野球部の監督になった。
穂積 隆太郎（ほずみ りゅうたろう）
寿皇高校1年生。ポジションは捕手。
身長175センチメートル、体重62キログラム、右投右打。
中学ではレギュラーになれなかったが、野球に対する情熱は人一倍もっている。捕手としてのキャッチング能力には長谷部さんも一目置いている。
藤堂 守昌（とうどう もりあき）
寿皇高校3年生。男子野球部のキャプテン。ポジションは投手。
身長185センチメートル、体重80キログラム、右投右打。
1年の時は本気で甲子園を目指していたが、先輩や他の部員の影響でいつしか挫折してしまった。だが、長谷部さんに触発されて、再び野球への情熱を取り戻した。
実力はかなり有るらしい。
山菜 仁充（やまな ひとみつ）
寿皇高校2年生。ポジションは内野手（二塁手）。
身長170センチメートル、体重56キログラム、右投左打。
穂積に共感し、共に野球部に残った。かなりのお人好し。長谷部さんには山菜（さんさい）さんと呼ばれている。試合中、緊張感が一線を越えると人格が豹変し、野球センス抜群の積極的な選手に変貌し、山菜(さんさい)から山菜(やまな)になる。
中沢 瞬（なかざわ しゅん）
寿皇高校1年生。ポジションは外野手（中堅手）。
身長174センチメートル、体重60キログラム、右投左打。
元陸上部で、リトルリーグ出身。部員のミスにはきびしいが、一番大事な試合にミスをして部員により手を負傷した。その後、野球を辞めたが、長谷部さんのおかげでまた野球を始めた。
100メートルを11秒台前半で走る俊足の持ち主。
佐々木 治水（ささき はるみ）
寿皇高校1年生。ポジションは外野手（左翼手）。
身長168センチメートル、体重57キログラム、右投右打。
中沢のリトルリーグ時代からの仲間。中沢の手のリハビリに協力する。
南 遊良（みなみ ゆら）
寿皇高校1年生。ポジションは内野手（遊撃手）。
身長179センチメートル、体重65キログラム、右投右打。
イケメンで、必殺技は「遊良スマイル」。長谷部さんに惚れて入部したが、野球経験はない。
仲 佐佑（なか さすけ）
寿皇高校2年生。ポジションは外野手（右翼手）。
身長183センチメートル、体重70キログラム、右投右打。
野球の実力はピカ一で、打線の主軸を任されている。
古和座 一（ふるわざ はじめ）
寿皇高校2年生。ポジションは内野手（一塁手）。
身長192センチメートル、体重71キログラム、左投左打。
巨体に似合わず小技が得意な、打線のつなぎ役。
三越 編尋（みつこし あみひろ）
寿皇高校2年生。ポジションは内野手（三塁手）。
身長167センチメートル、体重58キログラム、右投右打。
選球眼がよく、トリックプレーをするのが得意なチーム一の曲者。
海保 潔（かいほ きよし）
寿皇高校1年生。ポジションは内野手（遊撃手）。
身長164センチメートル、体重55キログラム、右投右打。
流田 幹徳（ながれだ みきのり）
寿皇高校の数学教師で名目上の監督。
身長176センチメートル、体重66キログラム、右投左打。
野球自体は素人だが若い頃はスポーツ万能であったらしい。

#### その他
千秋 瑠々香（ちあき るるか）
寿皇高校1年生。チアリーディング部所屬。
身長161センチメートル、体重48キログラム。
南の女友達。南のことが好きで、長谷部さんをライバル視している。

### 二谷商業高校
倖田 陣（こうだ じん）
二谷商業高校3年生。ポジションは内野手（一塁手）。
身長182センチメートル、体重73キログラム、右投。
県内ベスト4の二谷商業高校のキャプテン。走攻守の3拍子に加え、地区予選の本塁打記録を塗り替えたスラッガー。

## 読み切り版
『ジャンプSQ.19』2010年秋号に掲載された。主要人物の設定は連載版に準ずる。

## 書誌情報
- 上野祥吾 『長谷部さんのいる野球部』 集英社〈ジャンプ・コミックス〉、全3巻
  1. 2011年10月9日第1刷発行（10月4日発売[集 1]）、ISBN 978-4-08-870336-7
  2. 2012年2月8日第1刷発行（2月3日発売[集 2]）、ISBN 978-4-08-870383-1
  3. 2012年7月9日第1刷発行（7月4日発売）、ISBN 978-4-08-870522-4